# SMS Gneisenau (1879)
SMS Gneisenau byla korveta třídy Bismarck postavená pro Císařské loďstvo (Kaiserliche Marine) v roce 1879. Nese jméno pruského polního maršála Augusta von Gneisenau. Byla pátou lodí své třídy, která zahrnovala celkem šest lodí. Stavba korvet třídy Bismarck byla součástí rozsáhlého námořního programu ze začátku sedmdesátých let 19. století. Byly určeny jako průzkumné a k ochraně koloniálních zájmů Německého císařství. Za tímto účelem SMS Gneisenau absolvovala několik cest do zahraničí. V roce 1885 došlo na lodi k dezerci během pobytu v přístavu Sydney. Od roku 1887 sloužila jako cvičná loď pro důstojnické kadety.

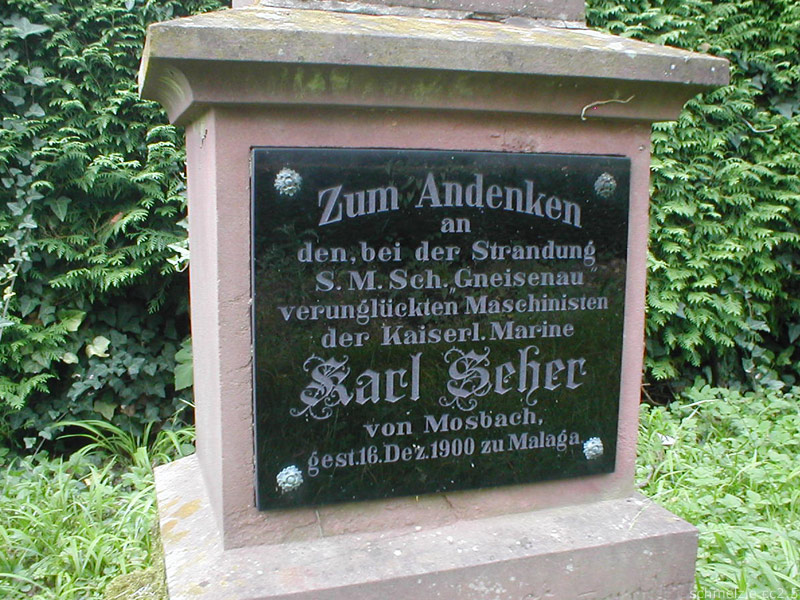
Pamětní deska strojníka zemřelého při nehodě

Dne 16. prosince 1900 se potopila v bouři blízko přístavu Málaga ve Španělsku poté, co po selhání motoru narazila na molo. Zahynulo 40 členů posádky včetně velitele a prvního důstojníka. Jsou pohřbeni na Anglickém hřbitově v Málaze.